# Fundatiehuis
Fundatiehuis (en català literalment, Casa de la Fundació) és l'antiga casa familiar de Pieter Teyler van der Hulst al carrer Damstraat de Haarlem (Països Baixos). Després de la seva mort es va convertir en la seu de la Fundació Teyler, on, a través de la seva porta d'entrada, els visitants poden accedir a la Sala Ovalada del Museu Teyler. Va ser declarada monument històric dels Països Baixos (Monument Nacional).

## Història
El llegat de Teyler a la ciutat de Haarlem es materialitza actualment amb el Museu Teyler, però el 1788 estava compost per dues societats: la primera, Teylers Eerste Genootschap, destinada a l'estudi de la religió i la segona, Teylers Tweede Genootschap, que s'ocupava de la física, la poesia, la història, el dibuix i la numismàtica. Cada societat tenia cinc conservadors que s'havien de reunir a l'habitació de Fundatiehuis dels senyors (gentleman) setmanalment, de manera que tots els involucrats vivien a Haarlem. L'edifici està decorat amb l'art realitzat per habitants anteriors. Des de la mort de Teyler va passar a ser costum que el conservador del museu hi visqués; el primer inquilí va ser Vincent Jansz van der Vinne.
L'edifici va ser construït el 1715 per Hendrik Adriaan van der Marck, un ric comissionat del Departament de Justícia de la ciutat de Haarlem. Van der Marck tenia una gran biblioteca i, quan va morir el 1740 Pieter Teyler van der Hulst, va comprar-ne la casa per tal de tenir més espai per a la seva creixent biblioteca i la col·lecció de curiositats i ocells dissecats. Teyler s'hi va mudar amb la seva dona i hi van viure junts durant catorze anys fins que la muller va morir el 1754. Es creu que els Teyler no van dedicar gaire esforç en remodelar la casa, ja que el passadís enguixat de la planta baixa encara porta l'escut de la família Van der Marck. Al primer pis, Teyler va establir-hi l'oficina com a banquer, i l'habitació encara conserva el seu arxiu original. Dos anys després de la mort de la seva dona, Teyler redactà el seu testament, llegant la casa com a regal a la ciutat, tot i que encara va viure-hi vint-i-dos anys més. El llarg passadís té la funció de dividir la casa en dues.
D'ençà de la mort d'en Teyler, la Fundació Teyler ha utilitzat les diferents habitacions de la planta baixa per a la ubicació de la biblioteca i com a sales de reunió dels directors de la fundació i els membres de Teylers Eerste Genootschap (literalment, Societat Teològica) i Teylers Tweede Genootschap (literalment, Societat Científica). El despatx personal utilitzat per Teyler es va convertir en l'oficina del conservador. L'edifici té la curiositat que dues petites sales adjacents tenen portes de tres i cinc panys, una per a la Fundació Teyler i una altra per a la Societat de Ciència, on Teyler guardava la seva col·lecció més important de monedes i medalles el moment de la seva mort. L'habitació de tres panys només podia obrir-se quan els tres propietaris de les claus hi eren presents i l'habitació amb 5 panys si tres dels cinc propietaris de les claus hi eren presents.

## Galeria d'imatges

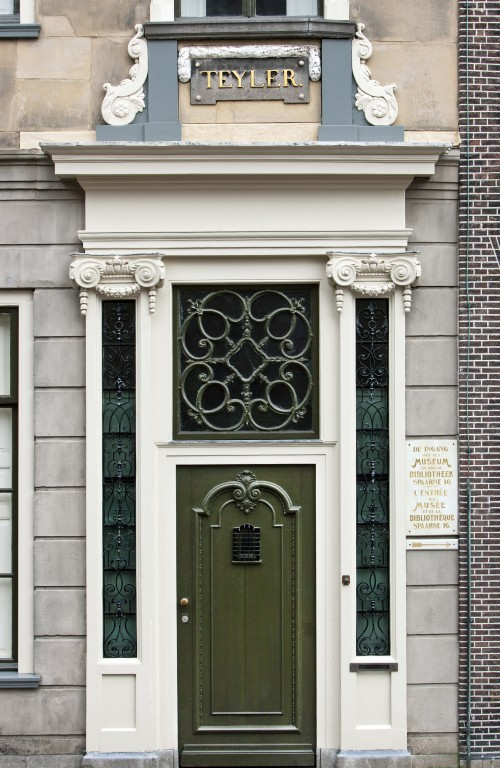
Porta d'entrada. Fins al 1885, moment de construcció de la porta pel riu Spaarne, va ser la principal porta d'entrada a la Sala Ovalada
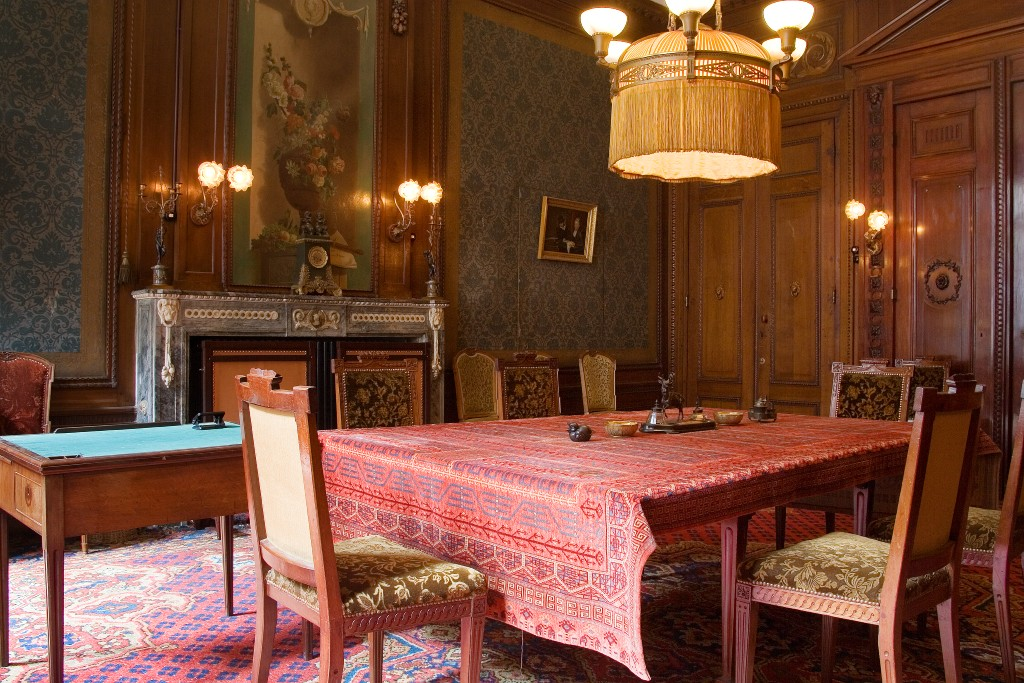
Grote Herenkamer. Decorada en estil neoclàssic per Leendert Viervant el 1782, aquesta sala s'utilitzà per fer reunions de la Junta de la Fundació Teyler.
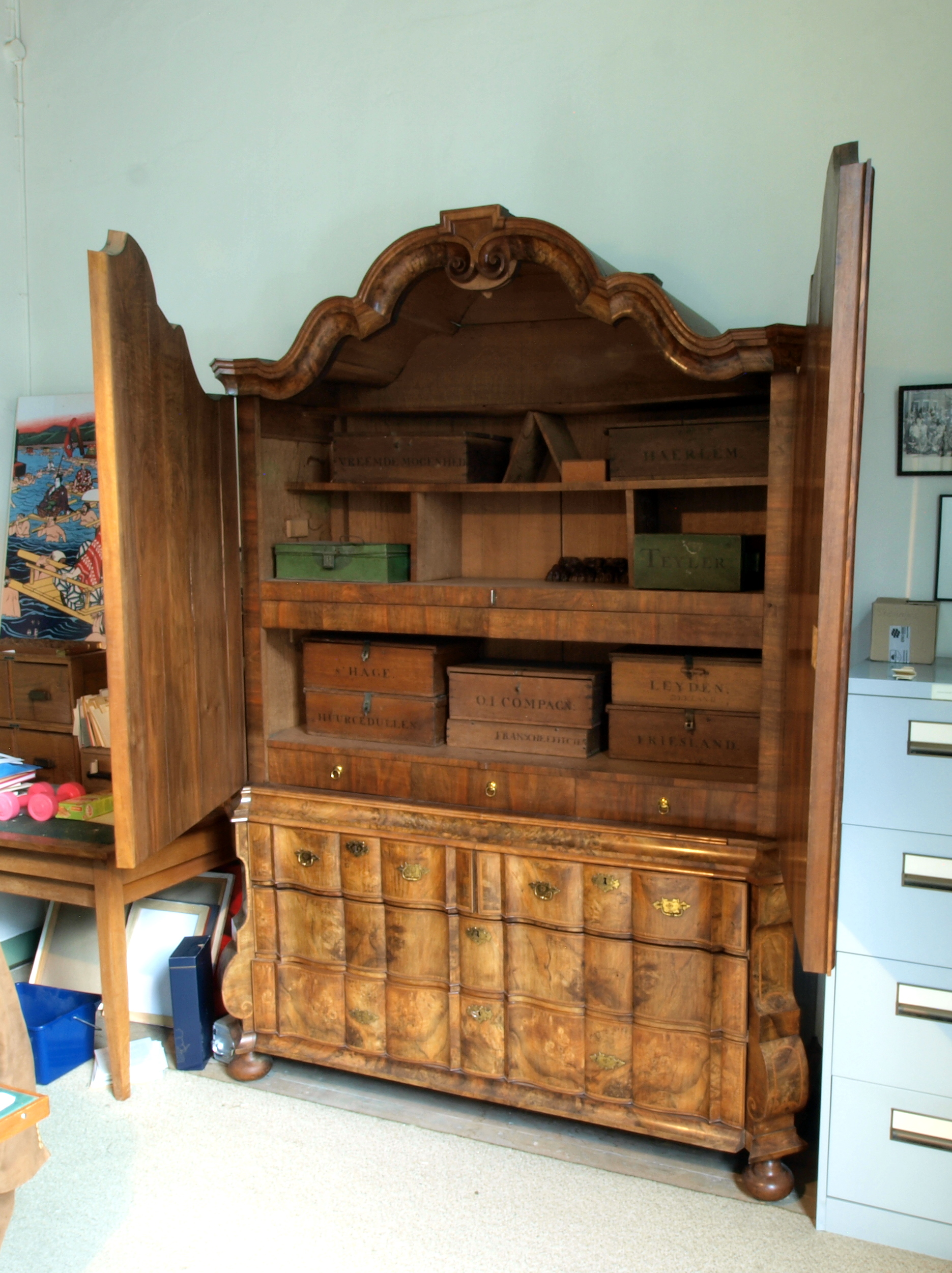
L'arxivador original de Teyler
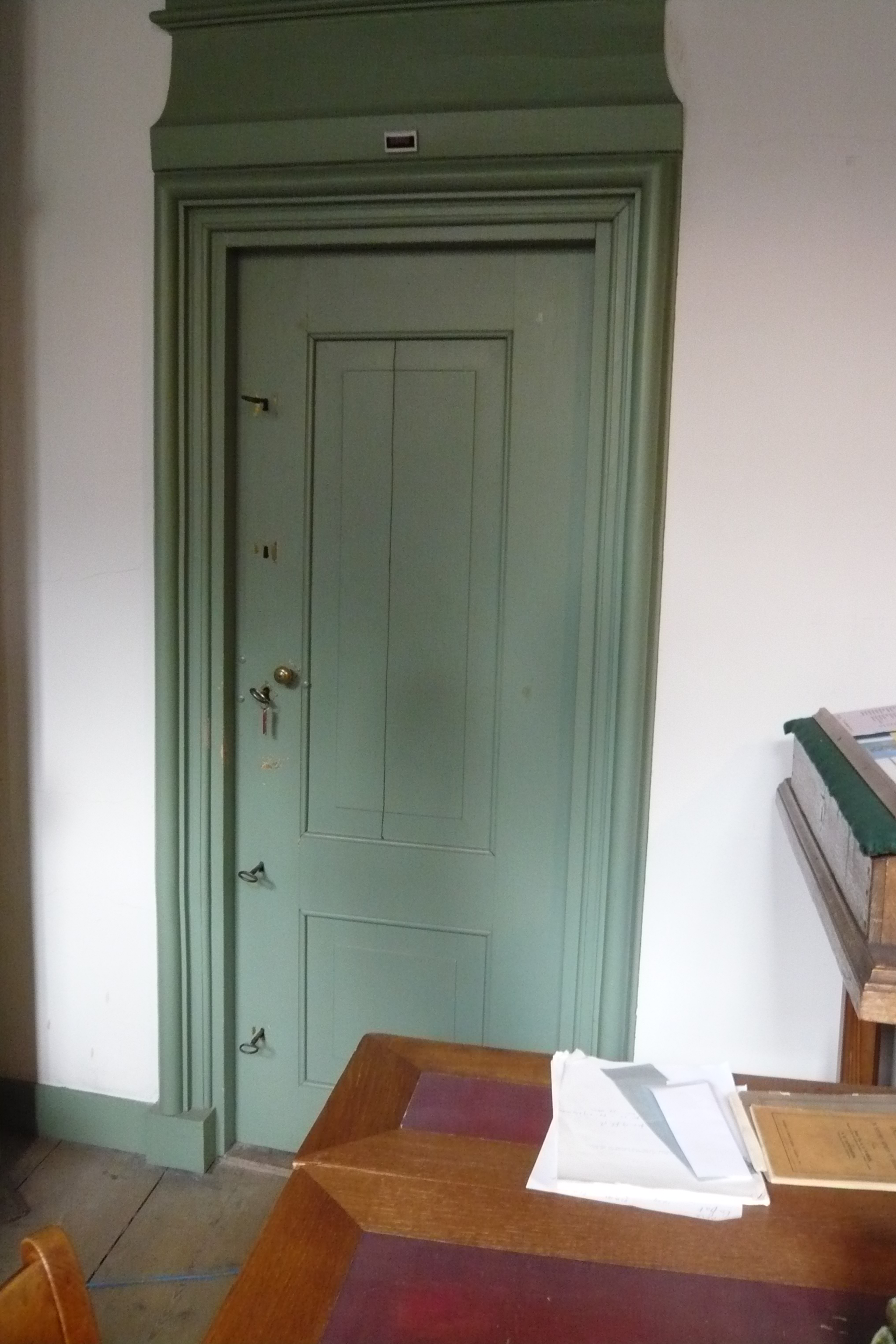
Porta amb cinc panys